# Polycyathus octuplus
Polycyathus octuplus är en korallart som beskrevs av Stephen D. Cairns 1999. Polycyathus octuplus ingår i släktet Polycyathus och familjen Caryophylliidae. Inga underarter finns listade i Catalogue of Life.